# Inde aux Jeux olympiques d'été de 1948
L'Inde participe aux Jeux olympiques d'été de 1948 qui se déroulent à Londres en Angleterre. Il s'agit de sa septième participation à des Jeux d'été. La délégation indienne est composée de 79  athlètes, tous masculins, qui concourent dans 9 sports. Comme en 1936, les hockeyeurs indiens apportent à leur pays le titre olympique en Hockey sur gazon. Une médaille d’or obtenue après une assez large victoire en finale sur l’équipe britannique (4 buts à 0).

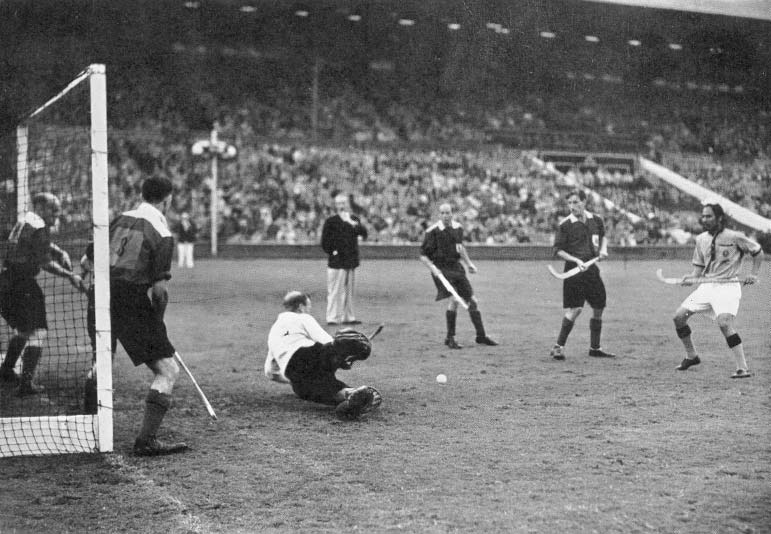
Le troisième but de l’Inde, en finale, contre les Britanniques.

## Tous les médaillés
| Médaille      | Nom | Sport            | Épreuve |
| ------------- | --- | ---------------- | ------- |
| Médaille d'or | Leslie Claudius Keshav Dutt Walter D'Souza Lawrie Fernandes Ranganathan Francis Gerry Glackan Akhtar Hussain Patrick Jansen Amir Kumar Kishan Lal (c) Leo Pinto Jaswant Singh Rajput Latif-ur-Rehman Reginald Rodrigues Balbir Singh Sr. Randhir Singh Gentle Grahanandan Singh K. D. Singh (vc) Trilochan Singh Maxie Vaz Jaswant Rai | Hockey sur gazon |         |

## Sources
- (fr) Tous les résultats de 1948 le site du Comité international olympique
- (en) Bilan sportif complet de l’Inde sur le site olympedia.org